# اندیس اگری واچقویی
اگری واچقویی یک اندیس غیرفلزی است که در حوالی شهر چات استان گلستان قرار دارد و مادهٔ معدنی موجود در آن، صدف است.  